# Departamento Veinticinco de Mayo (San Juan)
Veinticinco de Mayo es un departamento de la provincia de San Juan (Argentina), ubicado hacia el sureste de dicha provincia con seis distritos: Villa Cabecera Santa Rosa, Las Casuarinas (villa Borjas), Tupelí, Villa el Tango, Encón, y La Chimbera (La Colonia Sur). Este departamento es caracterizado por su importante producción de vid y olivo, siendo el departamento con la mayor superficie cultivada de la provincia. 

## Historia
La superficie que ocupa en la actualidad el departamento 25 de Mayo, estuvo habitada por los Huarpes, una tribu indígena dedicados a la agricultura y la pesca en lo que hoy se conoce como las Lagunas de Guanacache y río San Juan
Para el siglo XVI, la región fue ocupada por los conquistadores españoles. Pero el desarrollo del lugar se produciría recién en el siglo XIX, con la intervención de Amán Rawson, padre de Guillermo Rawson. El médico, político y agricultor de nacionalidad norteamericana compró los terrenos fiscales en esta zona, a partir de ahí comenzó la ejecución de la construcción del primer canal de riego en forma artificial de la región permitiendo la expansión de la producción agrícola, sustento de la economía del lugar. En esta época, las tierras obtenían irrigación desde departamento Caucete, por lo que eran denominadas como "Majaditas de Abajo".
El 27 de diciembre de 1881, durante la gobernación de Anacleto Gil, se produjo la separación de estos terrenos del departamento Caucete, creando un nuevo departamento, colocado el nombre de "25 de Mayo" en honor a la fecha en que se produjo el primer gobierno patrio,  Desde esa fecha, el distrito se convirtió en un departamento independiente. Sin embargo, su villa cabecera sería establecida 35 años más tarde, siendo la localidad de Santa Rosa la cabecera que fue fundada en 1916, durante la gobernación de Pedro Garro. El desarrollo urbano comenzaría a partir del año siguiente, con el trazado de la plaza principal y la disposición de terrenos para la construcción de edificios públicos como la municipalidad, el correo y la policía. El nombre de casuarinas proviene justamente de los abundante árboles es un género de arbustos perennes, con hojas escuamoides. Que actualmente existen, por eso el nombre de la estación del ferrocarril de ahí el nombre de la localidad.

## Geografía
El departamento 25 de Mayo se encuentra ubicado en el sureste de la provincia de San Juan, distanciado a 32 kilómetros al este de la ciudad de San Juan. Limita:
- Al norte con el departamento de Caucete
- Al sur con la provincia de Mendoza
- Al oeste con los departamentos de Sarmiento, Rawson y 9 de Julio
- Al este con la provincia de San Luis

- Relieve

El relieve del departamento 25 de Mayo esta caracterizó por serranías de escasa altura, que pertenecen al sistema de las Sierras Pampeanas. También se visualizan numerosas depresiones que dan origen a médanos de gran superficie (Médanos Grandes), cuencas rellenadas con depósitos fluviales (agua) y eólicos (viento). Los Médanos se encuentran ubicados entre los distritos de Vallecito y El Encón y, con una superficie de 250.000 hectáreas, constituyen uno los más grandes de toda Sudamérica. También se destacan los desagües de los ríos Bermejo y Río Desaguadero, dando origen a pequeños bañados, (Lagunas de Guanacache), al sur limitando con la provincia de Mendoza
- Clima

El clima esta caracteriza por una elevada aridez, con altas temperaturas en verano de 35 °C, cuando las absolutas llegan a 45 °C, las escasas precipitaciones y una gran amplitud térmica diaria. La flora está compuesta por jarillas, casuarinas, retamos, acacias, chilcas, chañares, zampas y jumes. Los animales que habitan la región son las liebres, vizcachas, maras, zorros, reptiles, pecaríes, coipos y aves acuáticas.
- Coordenadas 31°49′S 68°12′O / -31.817, -68.200

## Población

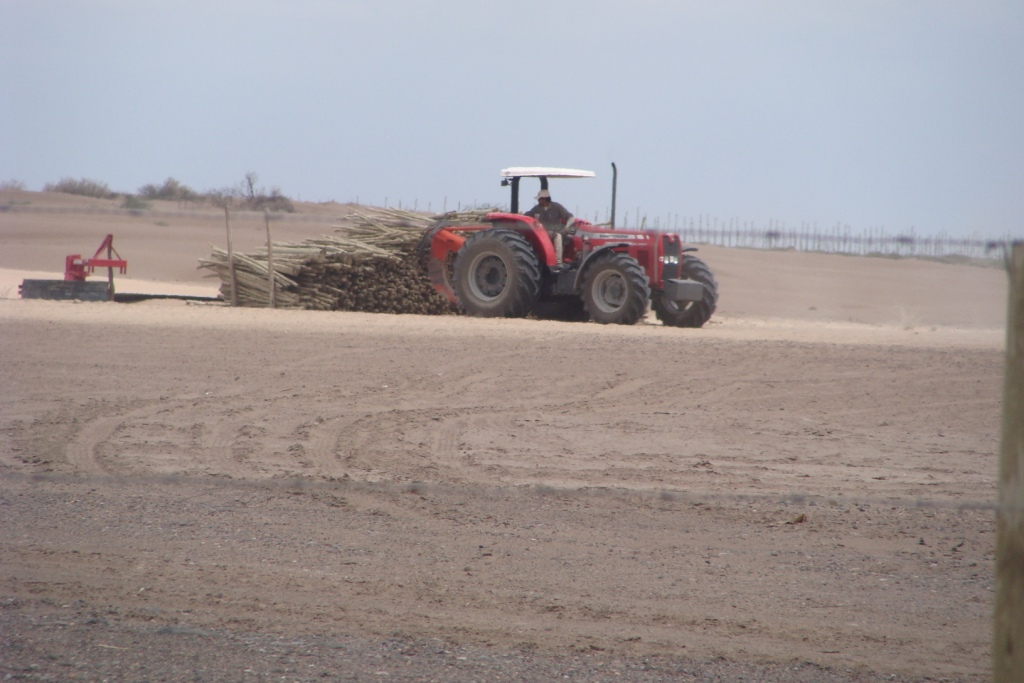
Laboreo en zona de difirimientos impositivos

Según Indec para el 2010 el departamento 25 de Mayo contaba 17.119 habitantes de los cuales, el 51% de la población es de tipo urbano, el 49% tiene condiciones rurales. 
Para el censo 2022 el departamento registró 20 824 habitantes; lo que representó un aumento en la cantidad de personas del 21,6% mayor que el crecimiento poblacional provinciala situado en 20,8%. a.
Santa Rosa (cabecera departamental) y Las Casuarinas son los principales centros urbanos que concentran la mayor densidad de población. En los parajes rurales, con menor cantidad de población, además de dedicarse a las actividades agrícolas, se destaca la elaboración de artesanías de todo tipo como medio de expresión y subsistencia. Tejidos, trabajos en cuero y objetos realizados con junquillo (una planta típica de la región) son las piezas más vendidas.

## Economía

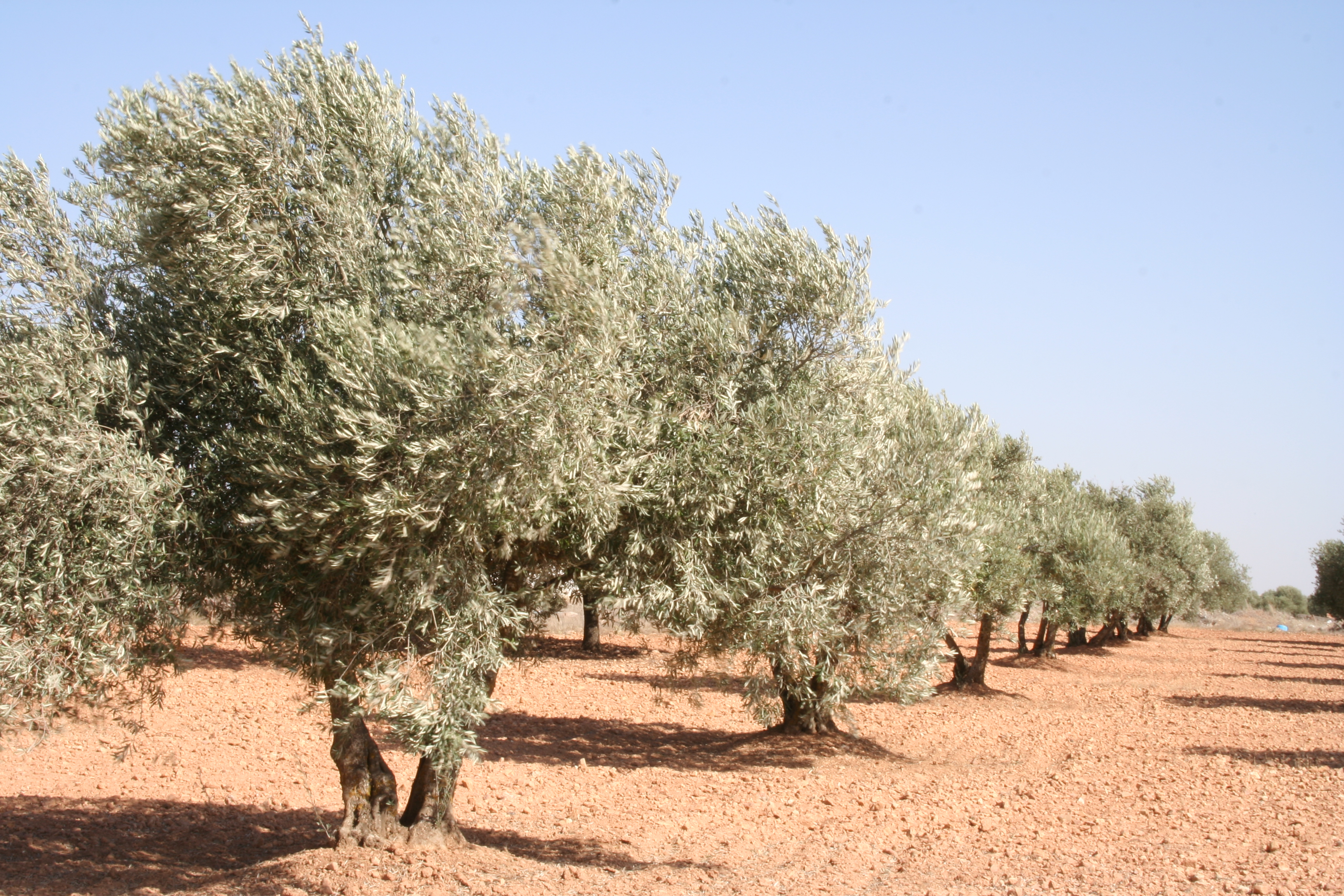
Plantaciones de olivos.

La principal actividad económica es la agricultura ya que el departamento 25 de Mayo posee más de 16.141 hectáreas totalmente cultivadas siendo una de las mayores superficies cultivadas de la provincia. El 55% de ese total está ocupado por vid y el 37% por plantaciones de olivo. 
Los frutales, melón, sandía, pera, membrillo, damasco y durazno, semillas y pasturas son otros de los cultivos que se realizan en el departamento constituyendo el restante del porcentaje. También se efectúan explotaciones forestales. También se destaca, la ganadería, siendo la caprina y bovina la más importante en la zona. 
En cuanto a la industria sobresale la del vino, con numerosas bodegas que elaboran los vinos comunes o denominados de mesa, que abastecen a la provincia y algunos puntos del país. También se destaca la producción olivícola, con la elaboración de una de las mejores aceite de oliva de la provincia y del país.